# Талквист, Николай Петрович
Николай Петрович Талквист (Тальквист) (11 (23) сентября 1821—20 января (1 февраля) 1897) — сенатор, тайный советник.

## Биография
Родился 11 (23) сентября 1821 года в семье подполковника; потомственный дворянин. Окончил в 1842 году Санкт-Петербургский университет и 16 декабря начал службу в департаменте государственного казначейства. В следующем году перешёл в хозяйственный департамент министерства внутренних дел.
С 1847 года служил в министерстве юстиции. Сначала был командирован в 1 отделение 5 департамента сената; в 1847 году участвовал в разборе нерешённых дел в Ковенской гражданской палате, после чего был назначен секретарём 2 отделения 3 департамента сената; в 1852 году был определён в 4 департамент сената и в следующем году исполнял должность обер-секретаря этого департамента. В 1859 году исполнял должность юрисконсульта консультации при министерстве юстиции и обязанности старшего юрисконсульта; в следующем году был назначен председателем 2 департамента Санкт-Петербургской палаты гражданского суда и награждён орденом Св. Анны 2-й степени; с 1862 года председатель 1 департамента Санкт-Петербургской управы благочиния.
С 7 августа 1864 года — действительный статский советник.
С 29 мая 1866 года — обер-прокурор 1 отделения 3 департамента сената, с 29 октября 1870 года — обер-прокурор гражданского кассационного департамента сената.
Вместе с производством в тайные советники 6 января 1872 года получил назначение сенатором, присутствовать в гражданском кассационном департаменте. С 1890 года — в межевом департаменте, с 1894 года — в 3 департаменте сената.
Умер 20 января (1 февраля) 1897 года Похоронен на Смоленском лютеранском кладбище — вместе с женой, Надеждой Петровной (ум. 29.12.1895).

## Награды
- орден Св. Анны  2-й ст. (1860)
- орден Св. Владимира 3-й ст. (18670
- орден Св. Станислава 1-й ст. (1869)
- орден Св. Анны 1-й ст. (1878)
- орден Св. Владимира 2-й ст. (1885)
- орден Белого орла (1890)
- орден Св. Александра Невского (1896)